# Једног лепог, лепог дана
„Једног лепог, лепог дана“ је југословенски ТВ филм из 1974. године, који је режирао Паоло Мађели према сопственом сценарију.

## Улоге
| Глумац            | Улога |
| ----------------- | ----- |
| Миодраг Андрић    |       |
| Бранислав Јеринић |       |
| Драган Максимовић |       |
| Мики Манојловић   |       |
| Богдан Михаиловић |       |
| Јелисавета Саблић |       |
| Добрила Стојнић   |       |
| Растко Тадић      |       |
| Милош Жутић       |       |
| Сава Јовановић    |       |